# Corpul penisului
Corpul penisului reprezintă porțiunea anterioară liberă, dintre rădăcină și gland, unde se află meatul urinar. În stare de repaus, corpul penisului se descinde vertical și are o lungime de 6-11 cm și o circumferință de 5-8 cm. În timpul erecției aceste dimensiuni cresc până la 14-15 cm în lungime.
Corpul penisului este acoperit cu o piele fină deplasabilă, care trece treptat în pielea muntelui pubian și în pielea scrotului. Pe fața posterioară a penisului există o sutură tegumentară evidențiată printr-o culoare mai închisă, brună, numită rafeul penian care se prelungește către scrot (rafeu scrotal).